# China Media Capital
A China Media Capital é uma empresa de capital aberto e capital de risco especializada em capital de crescimento que foi fundada em 2009 e está sediada em Xangai, China, com um escritório adicional em Pequim.
A China Media Capital tem ações no City Football Group e tinha na antiga equipe de Fórmula E Techeetah.